# Ч. 1 (бронепоїзд)
Бронепотяг Ч. 1 — панцерний потяг збройних сил УГА, побудований на станції Старе Село.
Бронепоїзд належав до Другого корпусу УГА і воював у передній лінії Львів — Ходорів. Потяг складався з двох залізничних платформ і вагона для піхоти, озброєних гарматами і кулеметами; під командуванням поручника Володимира Тотуєскуля.
Брав участь у битві за Сихів, яка закінчилась перемогою українського війська. Командир поїзда в цьому бою був смертельно поранений, а згодом замінений поручником Стефаном Руменовичем. 27 травня 1919 потяг взяв участь в атаці на станцію Палагич, де польські війська зазнали поразки і було захоплено 9 військовополонених.